# Poongsan Corporation

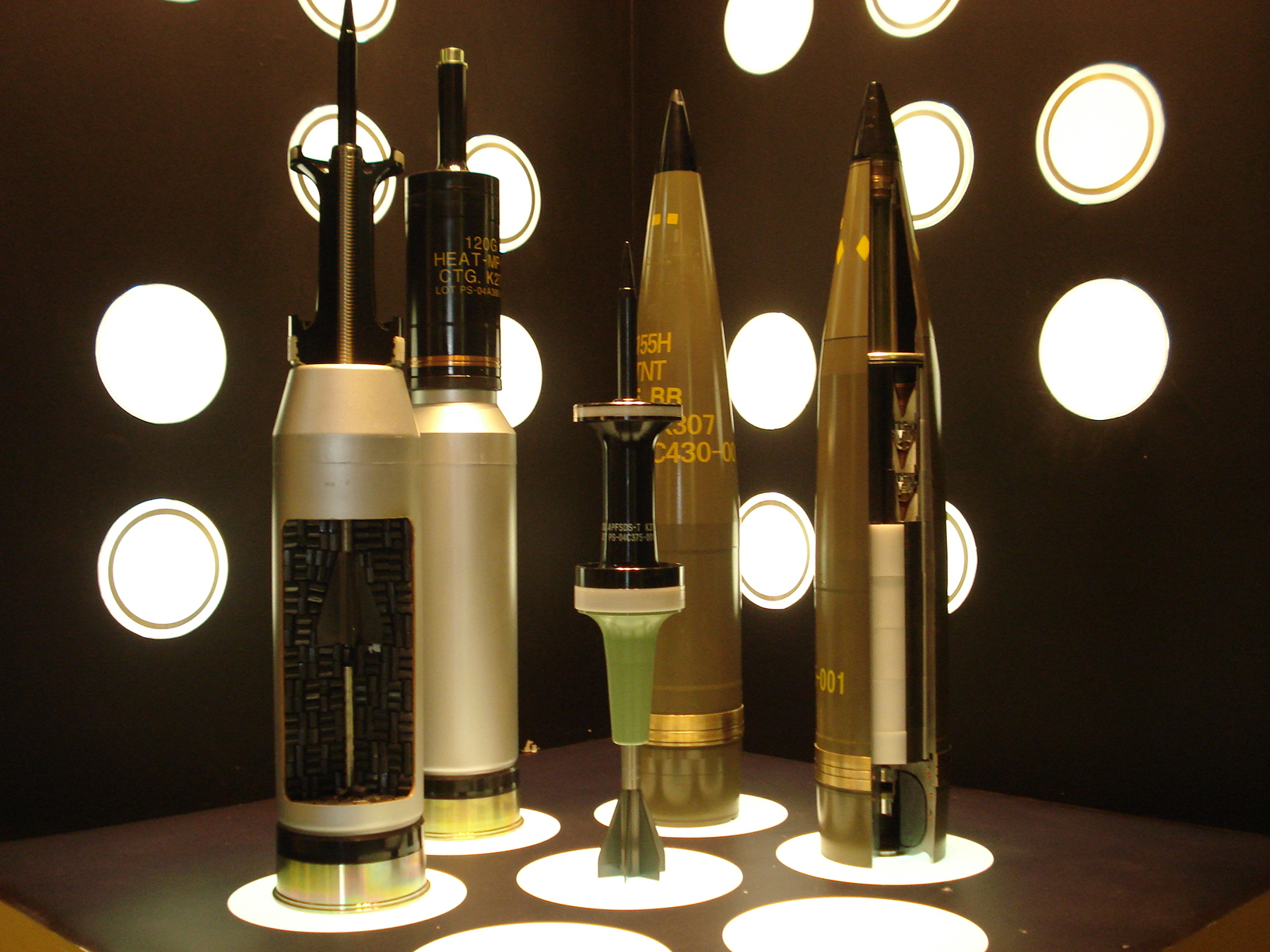
Боеприпасы калибра 120 и 155 мм производства Poongsan Corporation

Poongsan Corporation — это конгломерат, чеболь в Южной Корее. Основные виды деятельности -  производство и продажа материалов и продуктов переработки меди и медных сплавов, а также производство боеприпасов и порохов. Компания была образована в 1968 году в результате выделения из бывшей Poongsan Co., Ltd.Компания управляет двумя подразделениями: металлургическим, занимающимся производством и продажей материалов и продуктов переработки из меди и медных сплавов, а также оборонным предприятием, которое производит различные боеприпасы.

## Деятельность
72% продаж приходится на производство и продажу меди и материалов из медных сплавов, а также продуктов их переработки, и 28 % — на оборонное подразделение, которое производит боеприпасы.

### Металлурическое подразделение
Продукция включает пластины и полосы из меди (в том числе катодной) и медных сплавов, луженые материалы, медные трубы для строительства, медные трубы и трубы из сплавов для промышленного использования, стержни из сплавов, прутки и проволоку, заготовки для монет, медные кровельные материалы и т.д.

### Оборонное подразделение
Принадлежащие корпорации крупные производственные мощности в Ангане и Пусане, производят различную номенклатуру боеприпасов, начиная от стрелковых калибра 5,56 мм до гаубичных снарядов калибра 155 мм, таких как M107, M549A1, K307 и другие.
Так же Poongsan производит взрыватели,  сырье для пороха, такое как нитроцеллюлоза и нитроглицерин, и различные типы порохов, используемых при производстве различных типов боеприпасов.